# Gruvgården-Fors Järnväg

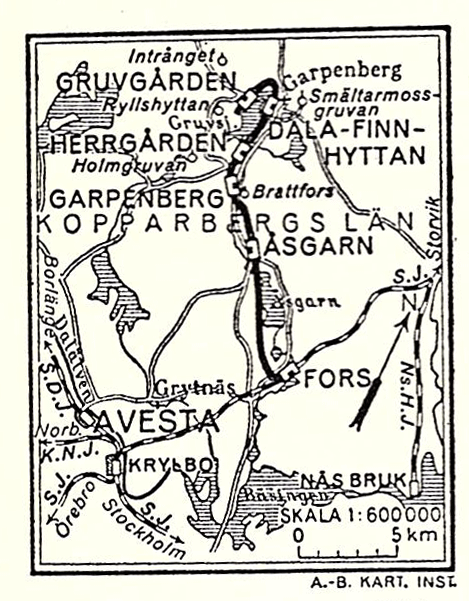
GFJ. Karta 1926.

Gruvgården-Fors järnväg (GFJ) var en 17 km lång järnväg mellan Fors, Avesta kommun, och Garpenberg, Hedemora kommun, som öppnades för trafik den 9 februari 1905 och lades ned 30 december 1966. Järnvägens tillkomst och historia är nära kopplad till Garpenbergs gruva och Garpenbergs bruk. Malmtransporter från gruvorna i området dominerade därmed trafiken, men även timmer och virke transporterades. Persontrafiken utgjorde en mindre del. 
Järnvägen byggdes av Garpenberg-Fors järnvägs AB som ändrade namn till Gruvgården-Fors järnvägs AB efter förlängningen. Boliden AB tog 1957 över gruvan och järnvägen.
Första etappen på 10 km gick mellan Fors station vid dåvarande Norra stambanan och Garpenbergs station vid Brattfors bruk. Efter vägen fanns även Åsgarns station.  
1908 invigdes den andra och avslutande etappen på 7 km till Gruvgårdens station vid Garpenbergs gruva. Då tillkom även Herrgårdens hållplats och Dala-Finnhyttans station. 
1915 byggdes ett stickspår till Smältarmossgruvan, som användes fram till 1960.
1932 upphörde persontrafiken.
1942 drabbades Garpenbergs gruva av ett ras där Gruvgårdens stationshus var nära att dras med. Efter det flyttades bangården och stationshuset vid Gruvgården avvecklades.